# Barlow (Ohio)
Barlow ist ein nicht-gemeindeanhöriger Ort im westlichen Teil der  Barlow Township im Washington County in Ohio, Vereinigte Staaten. Er liegt an der Kreuzung von Ohio State Route 339 und Ohio State Route 550, rund 20 Kilometer westlich von Marietta, in einer Höhe von 230 Metern über dem Meeresspiegel. Obwohl der Ort gemeindefrei ist, hat er ein eigenes Postamt mit der Postleitzahl 45712.
Barlow ist von Wäldern, Äckern und Wiesen umgeben. Der nahe gelegene South Fork Wolf Creek mündet bei Waterford in den Muskingum River.